# Marco Mendoza
Marco Mendoza (San Diego, 3 maggio 1963) è un bassista statunitense.
Musicista di stampo heavy metal molto dotato, ha militato e collaborato con molte band e rockstar partecipando ad incisioni, tour ed album principalmente con Whitesnake, Thin Lizzy, David Lee Roth, Blue Murder, Ted Nugent, ed altri.

## Biografia
Ha trascorso la sua esperienza formativa vivendo a Tijuana, Messico, presso la nonna. Iniziò giovanissimo a suonare la chitarra, passò poi a suonare il basso quando fu invitato ad unirsi ad una band locale che cercava appunto il bassista.
Professionalmente inizia la carriera nella band di John Sykes, i Blue Murder, dove milita dal 1991 sino al 1993. Questo periodo inciderà poi la sua vita professionale poiché nel tempo spesso i suoi lavori resteranno intrecciati a quelli del suo amico John.
Mendoza si unisce nel 1996 ai Thin Lizzy, gruppo che dopo la morte di Phil Lynott veniva portato avanti da John Sykes, per poi lasciarli nel 2000.
Nel 2000 viene ingaggiato da David Coverdale, dapprima per suonare nel suo album solista Into the Light, poi per unirsi agli Whitesnake, band nella quale aveva precedentemente suonato il suo amico John Sykes.
Dal 2001 al 2003 ha partecipato alle tournée di Ted Nugent e agli album Full Bluntal Nugity e Craveman.
Contemporaneamente suona con la band Soul Sirkus e collabora con moltissimi altri musicisti dal background più disparato come ad esempio: Suzy K, Right Said Fred, Robert Williams, Roch Voisine, Rafael Aragon, Debby Yeager, Tin Drum e Tommy Shaw.
Nel 2004 ritorna negli Whitesnake, dove appare in tutte le tournée fino al 2007, comparendo anche nel DVD Live... In the Still of the Night del 2006. Durante questo periodo ha occasione di incontrare Tommy Aldridge, un batterista che lo affiancherà spesso nei suoi lavori e partecipazioni.
Intanto contemporaneamente ha anche suonato in molti album tributo come: Little Guitars: A Tribute to Van Halen (1999), Metallic Assault: A Tribute to Metallica (2000), Stone Cold Queen: A tribute (2002), poi in una All Star Lineup suonando alcuni pezzi dei Pink Floyd (2002) e in One Way Street: A Tribute to Aerosmith (2002).
È ritornato nei Thin Lizzy nel 2005 rimpiazzando Randy Gregg. Nel 2006 Marco ha partecipato al tour di Ted Nugent nuovamente, dividendosi anche nello stesso periodo tra le date di Thin Lizzy, Whitesnake e successivamente anche Lynch Mob.
Nel 2007 appare sull'album di debutto solista della cantante dei The Cranberries, Dolores O'Riordan, intitolato Are You Listening?.
Il 6 luglio 2007 esce il suo primo album solista con la collaborazione di Richie Kotzen.
Nel 2008 Marco entra a far parte di una super rock band chiamata La Famiglia Superstar con  Steve Saluto (chitarra), Atma Anur (batteria) e Terry Ilous (voce). La band si esibisce in tour e successivamente entra in studio per la registrazione di un album.
Nel 2010 Mendoza apre una collaborazione con Andrea Braido, storico chitarrista e strumentista italiano, insieme fanno molte serate live in Italia, mentre nel 2011 suona con Nicola Costa, altro grande chitarrista Rock/Blues italiano, insieme partono per un tour europeo, Marco così riesce a far sue delle sonorità lievi e delicate concentrando tutte le sue forze in uno spettacolo favoloso e pieno di groove e buona musica.
Nel dicembre 2012 contribuisce alla fondazione dei Black Star Riders, band nata dalle ceneri dei Thin Lizzy. I Black Star Riders hanno pubblicato il loro primo album All Hell Breaks Loose nel maggio 2013.
A gennaio 2025 viene annunciato l'ingresso nella SATCHVAI Band, super gruppo formato dai due virtuosi della chitarra Joe Satriani e Steve Vai 
per le date previste per l'estate dello stesso anno.

## Discografia

### Discografia principale

#### Solista
- Live for Tomorrow (2007)
- Casa Mendoza (2010)
- Viva la Rock (2018)

#### Blue Murder
- Nothin' But Trouble (1993)
- Screaming Blue Murder (1994)

### Thin Lizzy
- One Night Only (2000)

### David Coverdale
- Into the Light (2000)

### Whitesnake
- Live... In the Still of the Night (2006)

### Black Star Riders
- All Hell Breaks Loose (2013)

### The Dead Daisies
- Revolución (2015)
- Make Some Noise (2016)
- Live & Louder (2017)

### Tribute album
- One Way Street: A Tribute to Aerosmith (2002)
- Spin the Bottle: An All-Star Tribute to Kiss (2004)
- We Wish You a Metal Xmas and a Headbanging New Year (2008)

### John Sykes
- Out of My Tree (1995)
- Loveland (1997)
- 20th Century (2000)
- Nuclear Cowboy (2003)
- Bad Boy Live! (2005)

### Tin Drum
- Real World (1995)

### Right Said Fred
- Smashing! (1996)

### Roch Voisine
- Kissing Rain (1996)

### Jeff Naideau
- Shine

### Rafael Aragon
- Sugar Cane (1997)

### Debby Yeager
- Mood Swing

### Robert Williams
- Date with the Devil's Daughter (1998)

### Tommy Shaw
- 7 Deadly Zens (1998)

### Ted Nugent
- Full Bluntal Nugity (2001)
- Craveman (2002)

### Bill Ward
- Ward One: Along the Way

### Derek Sherinian
- Mythology (2004)

### Barbara Weathers
- Seeing for the Very First Time

### Soul Sirkus
- World Play (2005)

### Dolores O'Riordan
- Are You Listening? (2007)
- No Baggage (2009)

### Lynch Mob
- Smoke and Mirrors (2009)

### La Famiglia Superstar
- La Famiglia Superstar (2010)

### Steve Saluto
- Brown Eyed Soul (2010)